# Bart Claessen
Bart Claessen, född 2 januari 1980 i Asten i Nederländerna, är en nederländsk DJ och musikproducent. Claessen har gjort sig känd under artistnamnen Barthezz och Stereoshaker, men släpper numera främst material under sitt riktiga namn.

## Biografi
Claessen började göra demoinspelningar i sin hemmastudio 1998. 2000 deltog han i en Vengaboys-remixtävling. Han vann med en remix av låten Cheekah Bow Bow (That Computer Song), som sedan släpptes med singeln. I samma veva började hans demotrancelåt On The Move få uppmärksamhet och spelas av kända DJ:ar. Claessen värvades av skivbolaget Purple Eye, och 2001 kom On the Move ut som singel. Den nådde förstaplatsen på flera hitlistor och användes som vinjett för SBS 6-programmet Door ’t Lint.
2002 nominerades Claessen till två TMF Awards.
En av hans mest kända remixer är av DJ Jeans Lift Me Up.

## Diskografi

### Singlar
- 2001 – Infected (som Barthezz)
- 2001 – On the Move (som Barthezz)
- 2002 – Rock ’n’ Roll (som Stereoshaker)
- 2004 – Persona Non Grata
- 2005 – Playmo
- 2006 – When Morning Comes